# Hilton Orrington/Evanston
El Hilton Orrington/Evanston es un hotel en Evanston, Illinois, que fue construido en 1923.
Fue catalogado por el National Trust for Historic Preservation como miembro de los Hoteles Históricos de América.
Lleva el nombre de Orrington Lunt, cofundador de la cercana Northwestern University.

## COVID-19 y cierre
Se vio muy afectado por la pandemia de COVID-19 en Illinois. Sirvió como vivienda temporal tanto para los estudiantes de la Universidad Northwestern como para la población local sin hogar.
Planeó un cierre temporal durante las vacaciones de Acción de Gracias en 2020, pero nunca volvió a abrir. En febrero de 2021, fue objeto de una demanda de ejecución hipotecaria. Olshan Properties, que compró la propiedad de Hilton en 2015, no había pagado la hipoteca de la propiedad desde agosto de 2020 y Deutsche Bank, su acreedor, presentó una demanda de ejecución hipotecaria de 50 millones de dólares contra la empresa.